# Koranski Brijeg
Koranski Brijeg is een plaats in de gemeente Barilović in de Kroatische provincie Karlovac. De plaats telt 68 inwoners (2001).